# 제프리 삭스
제프리 삭스(Jeffrey David Sachs)는 미국의 경제학자, 정책 연구자이다. 빈곤 및 경제 개발 분야의 세계적 석학으로 알려져 있다. 컬럼비아 대학교에서 지속 가능한 발전에 관한 케틀레 석좌교수를 맡고 있다. UN에서 SDG와 MDG 특별 자문위원을 맡아 코피 아난, 반기문, 안토니우 구테흐스 등 유엔 사무총장과 함께 일하였다. 세계행복보고서, 밀레니엄 빌리지 프로젝트, 유네스코 광대역 위원회 등 다양한 프로젝트에 참여하여 지속 가능한 발전 분야에 기여하였다. 또한 미국과 유럽, 남아메리카, 아프리카, 아시아 등지에서 각국 정부에 경제 전략 및 정책 조언을 제공하였다.

## 같이 보기
- 빈곤
- 신식민주의
- 그로 할렘 브룬틀란